# Perimeter Aviation
Perimeter Aviation ist eine Fluggesellschaft mit Hauptsitz auf dem Gelände des Winnipeg James Armstrong Richardson International Airport in Winnipeg, Manitoba, Kanada. Die Gesellschaft bietet neben Linienflügen in Manitoba und Winnipeg auch Flugwartungsdienste, Schulungen, einen 24-Stunden-Luftrettungsdienst sowie Fracht- und Charterflüge an.

## Geschichte
Perimeter Aviation wurde 1960 von William (Bill) J. Wehrle als Kanadas private Instrumentenflugschule gegründet. Im Jahr 1964 kaufte das Unternehmen den ersten Hangar am Winnipeg International Airport, um Wartungsarbeiten an einer gekauften Beechcraft Model 18 durchzuführen. Im Jahre 1976 erwarb die Fluggesellschaft einige kanadische Strecken und zwei Twin Otter von Transair. Damit wuchs die Mitarbeiterzahl des Unternehmens auf etwa hundert. Im Jahre 1977 kaufte Perimeter Aviation einen Learjet 35, eine Beechcraft King Air 100, eine Beechcraft Duke und eine Beechcraft Baron, um das Chartergeschäft zu steigern. Ein Jahr später erwarb die Fluggesellschaft zwei Fairchild Metros, um planmäßige Passagierflüge nach Brandon, Dauphin, Yorkton und Saskatoon anzubieten. Im Jahr 1980 kaufte die Fluggesellschaft drei weitere Beechcraft Barons, um die Gemeinden von Manitoba und Nordontario zu bedienen, die bis heute angeflogen werden.
Im Mai 2004 wurde Perimeter Aviation von der Exchange Income Corporation (EIC) übernommen, zu der auch andere Fluggesellschaften wie Calm Air, Keewatin Air und Bearskin Airlines gehören, Custom Helicopters und Provinzfluggesellschaften. 2012 wurde die Flugschule geschlossen und durch Flugsimulatoren und Testflüge an einigen kleineren Flughäfen ersetzt.
Im Herbst 2017 beschloss die Exchange Income Corporation, Perimeter Aviation und Bearskin Airlines zu fusionieren, um die beiden Unternehmen zu stärken. Nach der am 31. Dezember 2018 abgeschlossenen Fusion operierte Bearskin Airlines jedoch weiterhin unter ihrer eigenen Marke und ihren eigenen Betriebscodes.

## Flugziele

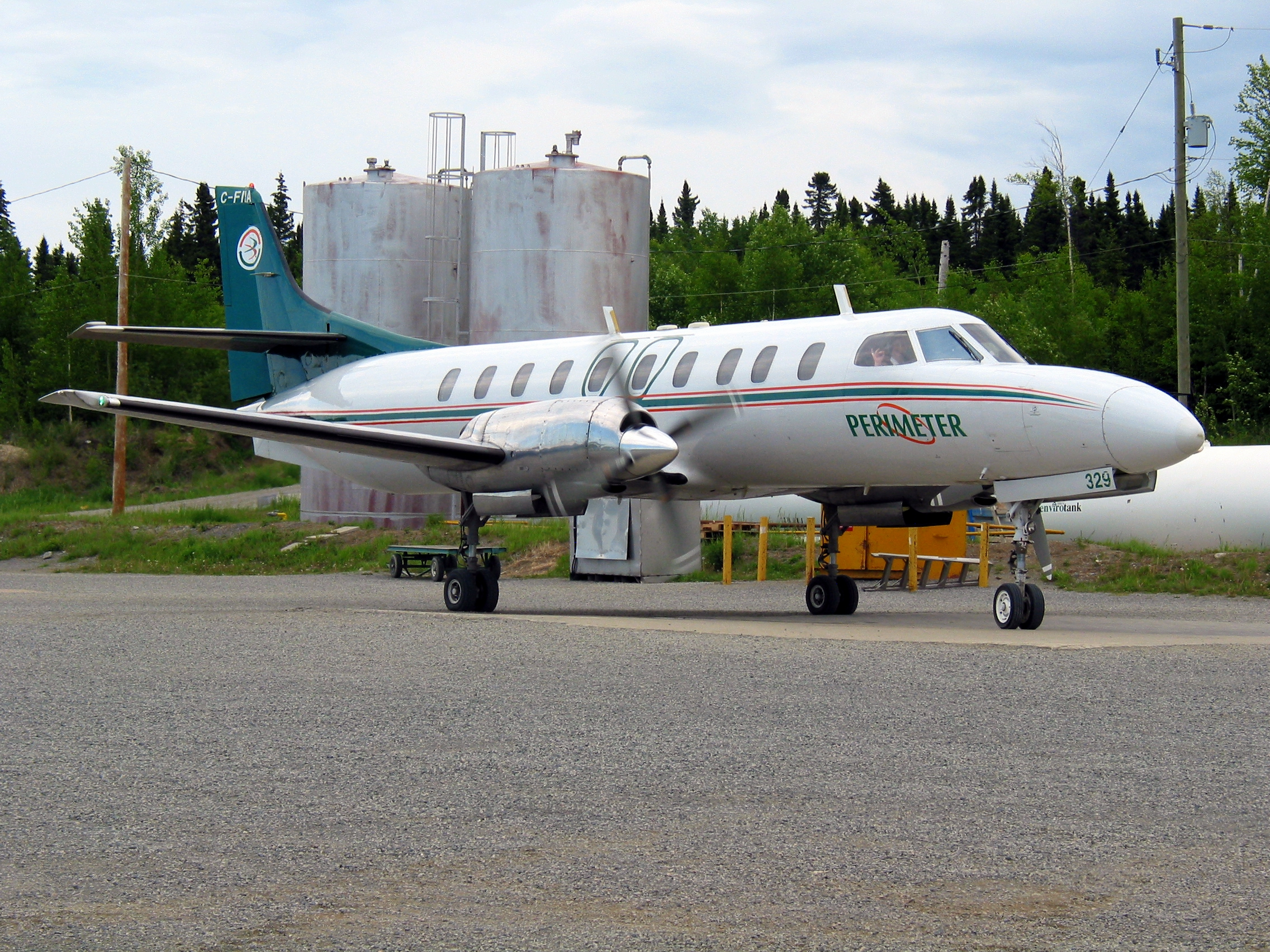
Fairchild Swearingen Metro der Perimeter

Perimeter fliegt insgesamt 22 Ziele (Stand Februar 2023) in Manitoba und Winnipeg an.

## Flotte
Mit Stand April 2020 bestand die Flotte aus 51 Flugzeugen. Die Gesellschaft gibt im Frühjahr 2023 auf ihrer Website mehr als 30 Flugzeuge an.
| Flugzeugtyp                          | aktiv | bestellt | Anmerkungen | Sitzplätze |
| ------------------------------------ | ----- | -------- | ----------- | ---------- |
| De Havilland DHC-8-100               | 06    |          |             | 40         |
| De Havilland DHC-8-300               | 10    |          |             | 56         |
| Fairchild Swearingen Metro 23 SA-227 | 22    |          |             | 19         |
| Fairchild Swearingen Metro SA-226 II | 13    |          |             | 19         |
| Gesamt                               | 51    |          |             |            |